# C15H23N3O4
化学式C15H23N3O4（摩尔质量：309.36 g/mol）可以指：
- 异丙乐灵，CAS号：33820-53-0

|  | 这个同类索引页列出了具有相同分子式的化学物（即同分異構體）条目。 除非您是有意链接至本页，否则应将相应条目的内部链接指向正确的条目。 |